# Рэнкин, Уильям
Не следует путать с художником Уильямом Ранкеном
Уильям Рэнкин (англ. William Henry Rankin, 16 октября 1920 — 6 июля 2009) — пилот воздушных сил США, ветеран Второй мировой и Корейской войн. Возможно, единственный в мире человек, который, выпрыгнув из самолёта с парашютом, попал в сильную грозу и выжил.
Полковник Уильям Рэнкин вылетел на истребителе F-8U с военно-морской авиабазы Саут-Уэймут, штат Массачусетс, в воскресенье 26 июля 1959 года и направился в Южную Каролину.
Он знал, что на пути следования его самолёта предвидятся грозы, но был уверен, что сможет избежать их, поднявшись на большую высоту. Так он и поступил, когда достиг грозового фронта.
На высоте 47 000 футов (14,3 км) неожиданно сработала пожарная сигнализация, а обороты двигателя упали до нуля. Аварийный источник энергопитания также вышел из строя. При этом внизу бушевала гроза, и самолёт Рэнкина находился прямо над кучево-дождевым облаком.

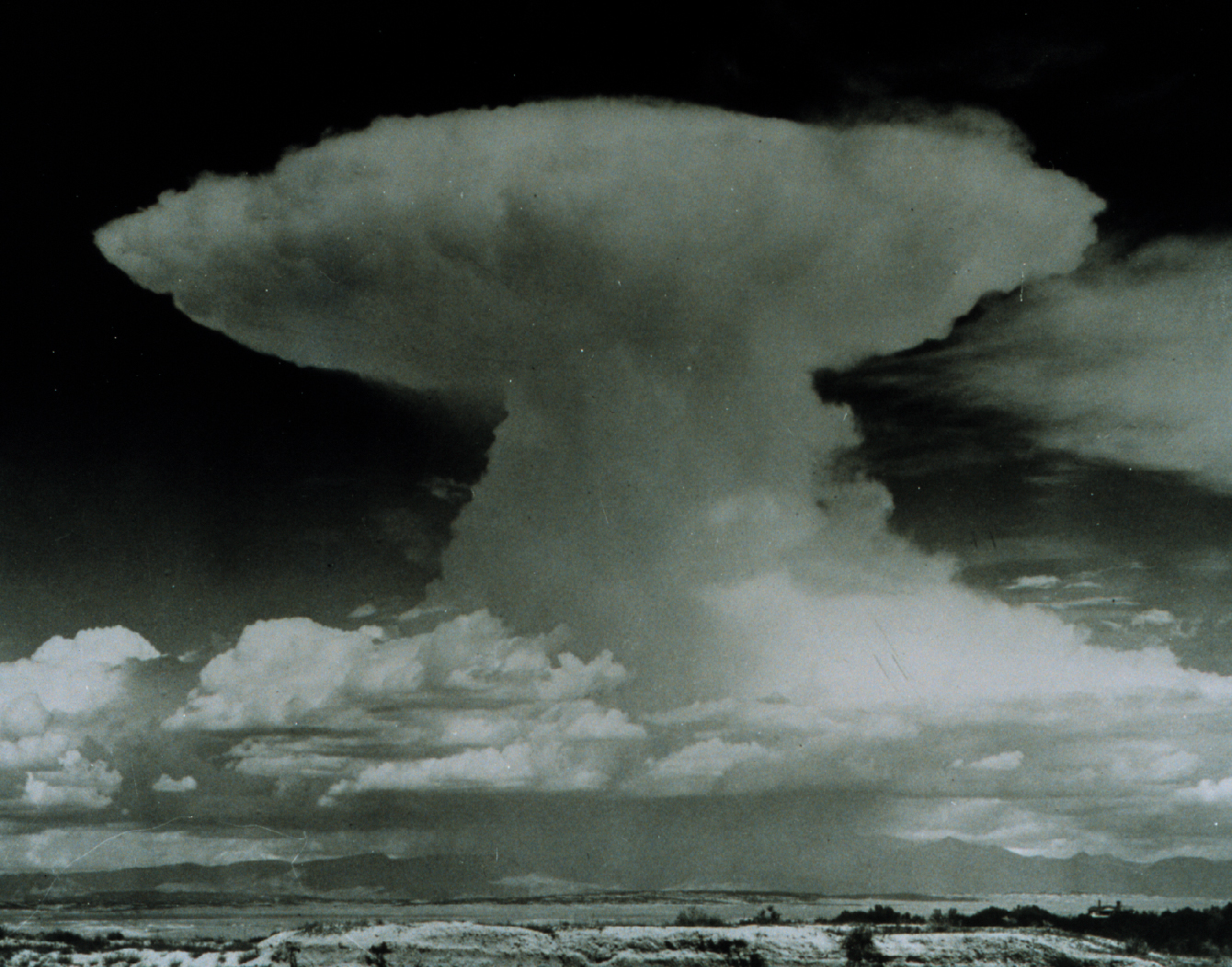
Кучево-дождевое облако

Рэнкин был вынужден катапультироваться. На нём не было высотного скафандра, поэтому в результате в процессе падения с высоты сквозь грозовое облако он пострадал от обморожения и декомпрессии. Из-за мощных восходящих потоков воздуха он спускался 40 минут вместо одиннадцати, обычно достаточных для такой высоты. Это стало мировым рекордом продолжительности спуска на парашюте.
Рэнкин написал о своём страшном приключении книгу под названием «Человек, оседлавший гром» (The Man Who Rode the Thunder). В ней он подробно описывает свои ощущения во время нахождения в центре грозового облака. Вначале он почувствовал сильную боль из-за резкого переохлаждения (температура воздуха была около −50°), но вскоре перестал её ощущать, так как незащищённые участки кожи подверглись окоченению. Гораздо больше Рэнкин страдал из-за так называемой «взрывной» декомпрессии: он видел, как его тело раздувается, словно готовясь лопнуть, а глаза как будто кто-то вырывал из глазниц. В своей книге он описывает эти ощущения как «самую жестокую из пыток»; боль была настолько невыносима, что Рэнкин почти потерял надежду выжить. У него текла кровь из носа, изо рта, из глаз и из ушей. Однако он понимал, что должен во что бы то ни стало остаться в сознании, чтобы надеть имевшуюся у него кислородную маску. Когда, после долгих усилий, это ему наконец удалось, Рэнкин почувствовал невероятное облегчение, почти счастье.
Около пяти минут Рэнкин находился в свободном падении: он понимал, что если откроет парашют слишком рано, то пробудет слишком долго на высоте, где царит чрезвычайно низкая температура. Кроме того, запаса кислорода в маске не хватило бы на более долгий спуск. Мгновенное обморожение помогло Рэнкину не так остро ощущать боль и продолжать контролировать свои действия.
Наконец парашют раскрылся; одновременно с этим усилилась турбулентность. Кроме того, внутри облака сверкали молнии и гремел гром. По словам Рэнкина, раскаты грома раздавались настолько близко, что он воспринимал их не как звук, а как мучительное физическое воздействие, на которое реагировало всё его тело. Только благодаря шлему, защищавшему барабанные перепонки, Рэнкин не оглох. Что касается молний, то их он тоже воспринимал не такими, какими они обычно видятся с земли — вблизи они казались огромными, в несколько футов толщиной, полосами синего света. Даже при закрытых веках, они ослепляли. В какой-то момент Рэнкин открыл глаза и увидел купол собственного парашюта в свете сверкающих молний. Ему показалось, что он находится под сводами гигантского собора, и он решил, что уже умер.
Дождь был настолько сильным, что его потоки заливали Рэнкину лицо, и он с трудом мог дышать. Но он сохранял присутствие духа настолько, что даже смог вообразить себе полную чёрного юмора картину: его тело найдут где-нибудь на дереве, с лёгкими, полными воды, и все будут ломать голову, как он ухитрился утонуть. Затем дождь сменился градом: у Рэнкина было ощущение, будто тысячи молотков барабанят по его телу. Он был уверен, что только шлем защитил его голову от серьёзных повреждений.
Рэнкин больше всего боялся приземлиться над водоёмом или болотом, но, к счастью, ветер отнёс его парашют к лесу. Ещё находясь в небе, он попытался сориентироваться на местности, поэтому, несмотря на тяжёлое состояние, сумел самостоятельно выбраться на дорогу и попросить о помощи. Его доставили в больницу Ахоски (Северная Каролина).
Когда впоследствии врачи осмотрели Рэнкина, они констатировали, что его кожные покровы обесцветились под воздействием холода, а тело покрылось синяками и ссадинами из-за ударов градин. Кроме того, на коже остались отпечатки швов костюма, когда тело пилота расширилось из-за декомпрессии. У него также обнаружились сломанные кости и внутреннее кровотечение. То, что он вообще выжил, врачам показалось настоящим чудом. Однако никаких серьёзных последствий для организма Рэнкина его приключение не имело.
Впоследствии Рэнкин узнал, что гроза, в которую он попал, была одной из сильнейших, когда-либо зарегистрированных на Восточном побережье США. О его уникальном опыте многократно писали в прессе и в книгах по авиации и метеорологии.